# 1. československá fotbalová liga 1972/1973
1. československou ligu v sezóně 1972 – 1973 vyhrál Spartak Trnava.

## Tabulka ligy
| Poř. | Tým                           | Z  | V  | R  | P  | VG | OG | B  |
| ---- | ----------------------------- | -- | -- | -- | -- | -- | -- | -- |
| 1.   | TJ Spartak TAZ Trnava         | 30 | 16 | 7  | 7  | 47 | 20 | 39 |
| 2.   | TJ Tatran Prešov              | 30 | 17 | 4  | 9  | 42 | 30 | 38 |
| 3.   | TJ VSS Košice                 | 30 | 13 | 9  | 8  | 46 | 28 | 35 |
| 4.   | ASVS Dukla Praha              | 30 | 12 | 10 | 8  | 32 | 23 | 34 |
| 5.   | TJ ZVL Žilina                 | 30 | 14 | 5  | 11 | 50 | 38 | 33 |
| 6.   | TJ Lokomotíva Košice          | 30 | 12 | 8  | 10 | 39 | 40 | 32 |
| 7.   | TJ Baník Ostrava OKD          | 30 | 11 | 8  | 11 | 32 | 34 | 30 |
| 8.   | TJ Slovan CHZJD Bratislava    | 30 | 12 | 5  | 13 | 32 | 31 | 29 |
| 9.   | TJ Sklo Union Teplice         | 30 | 12 | 4  | 14 | 37 | 34 | 28 |
| 10.  | TJ AC Nitra                   | 30 | 11 | 6  | 13 | 36 | 39 | 28 |
| 11.  | TJ Sparta ČKD Praha           | 30 | 10 | 8  | 12 | 39 | 45 | 28 |
| 12.  | TJ Zbrojovka Brno             | 30 | 10 | 7  | 13 | 43 | 45 | 27 |
| 13.  | TJ Škoda Plzeň (N)            | 30 | 10 | 6  | 14 | 32 | 44 | 26 |
| 14.  | TJ Slavia Praha IPS           | 30 | 8  | 9  | 13 | 30 | 41 | 25 |
| 15.  | TJ TŽ Třinec                  | 30 | 7  | 11 | 12 | 24 | 39 | 25 |
| 16.  | TJ Spartak Hradec Králové (N) | 30 | 9  | 5  | 16 | 25 | 55 | 23 |

|  | Mistr             |
|  | Sestup do 2. ligy |

Poznámky:
- Z = odehrané zápasy; V = vítězství; R = remízy; P = prohry; VG = vstřelené góly; OG = obdržené góly; B = body

## Soupisky mužstev

### TJ Spartak TAZ Trnava
Josef Geryk (1/0/0),
Dušan Keketi (29/0/18) –
Jozef Adamec (22/6),
Vlastimil Bôžik (3/0),
Karol Dobiaš (28/0),
Alojz Fandel (28/6),
Vladimír Hagara (27/1),
František Horváth (24/4),
Anton Hrušecký (30/0),
Dušan Kabát (22/6),
Daniel Kolenič (2/0),
Ján Kolenič (6/1),
Dušan Kramlík (10/3),
Ladislav Kuna (22/9),
Kamil Majerník (25/2),
Stanislav Martinkovič (21/2),
Jaroslav Masrna (16/1),
Peter Mrva (1/0),
Karol Pavlák (7/0),
Vojtech Varadin (29/4) –
trenér Anton Malatinský

### TJ Tatran Prešov
Jaroslav Červeňan (30/0/13),
Jozef Kontír (1/0/0)  –
Marián Bartek (12/0),
Jozef Bubenko (28/8),
Eduard Čabala (30/0),
Ignác Fatľa (12/0),
Mikuláš Komanický (29/7),
Jozef Mačupa (30/1),
Peter Molnár (24/0),
Igor Novák (25/2),
Vladimír Onufrák (9/1),
Milan Pasierb (4/0),
Marián Semančík (3/0),
Miroslav Sopko (30/2),
Anton Škorupa (28/1),
Ľudovít Štefan (2/0),
Jozef Štepánek (8/1),
Tibor Takács (17/5),
Ján Turčányi (30/7),
Ladislav Vankovič (20/5) –
trenér Milan Moravec

### TJ VSS Košice
Anton Švajlen (30/1/11) –
Bohumil Andrejko (23/7),
Imrich Angyal (26/3),
František Babej (17/2),
Vojtech Battányi (24/1),
Peter Benedik (1/0),
Jaroslav Boroš (7/2),
Andrej Daňko (27/9),
Dušan Galis (30/6),
Štefan Jutka (25/0),
Juraj Kiš (12/0),
František Králka (30/0),
Jozef Oboril (10/0),
Jaroslav Pollák (28/2),
Ján Strausz (24/11),
Jozef Štafura (29/1),
Ladislav Štovčík (26/0),
Ladislav Tamáš (4/0) –
trenér Ján Hunčár, asistent Jozef Vengloš

### ASVS Dukla Praha
Ivo Viktor (30/0/12) –
Jaroslav Bendl (29/0),
Jaroslav Boroš (1/0),
Karel Dvořák (26/0),
Pavel Dyba (13/0),
Milan Forman (2/1),
Miroslav Gajdůšek (19/4),
Ján Geleta (23/2),
Miroslav Gerhát (25/3),
Dušan Herda (20/2),
Luděk Macela (23/1),
Jozef Móder (27/5),
Zdeněk Nehoda (15/3),
Ivan Novák (20/0),
Rudolf Pšurný (18/2),
Jiří Rosický (4/0),
Václav Samek (30/2),
Václav Senický (3/0),
Petr Slaný (28/6),
Jaroslav Šmídek (1/0),
František Štambachr (1/0),
Petr Vokáč (3/0) –
trenér Jaroslav Vejvoda

### TJ ZVL Žilina
František Plach (10/0/4),
František Smak (20/0/9) –
Jozef Beleš (29/4),
Jozef Gargulák (3/0),
Ernest Goljan (1/0),
Ján Kirth (1/0),
Miroslav Kráľ (26/5),
Zdeno Kúdelka (6/0),
Rudolf Podolák (29/0),
Miroslav Radolský (10/0),
Albert Rusnák (30/1),
Vladimír Rusnák (29/1),
Štefan Slezák (30/19),
Milan Staškovan (29/0),
Miroslav Šoška (1/0),
Karol Šulgan (24/0),
Jozef Tománek (28/12),
Štefan Tománek (29/7),
Václav Vojtek (5/1),
Jozef Zigo (18/0) –
trenér Theodor Reimann

### TJ Lokomotíva Košice
Anton Flešár (30/0/9) –
Gejza Farkaš (27/1),
Peter Fecko (17/2),
Martin Gajdoš (2/0),
Vladimír Hric (29/2),
Peter Jacko (26/5),
Ladislav Józsa (29/21),
Ondrej Knap (26/0),
Ondrej Mantič (27/0),
Jozef Marchevský (5/1),
Alexander Nagy (16/1),
Pavol Ondo (25/4),
Ján Ondrášek (3/0),
Pavol Pencák (15/0),
Jozef Suchánek (27/0),
Ján Šlosiarik (15/0),
Dušan Ujhely (29/2),
Milan Urban (25/0) –
trenér Ladislav Kačáni

### TJ Baník Ostrava OKD
Zdeněk Mandík (10/0/3),
Svatopluk Schäfer (2/0/1),
František Schmucker (18/0/8) –
Milan Albrecht (15/1),
Alfréd Barsch (11/0),
Zdeněk Bialek (4/1),
Jozef Határ (20/0),
Karel Herot (17/0),
František Huml (20/0),
Miroslav Jirousek (22/2),
Jiří Klement (28/13),
Josef Kolečko (18/2),
Arnošt Kvasnica (13/2),
Milan Lehocký (1/0),
Miroslav Levinský (5/0),
Miroslav Mička (28/6),
Ladislav Michalík (14/1),
Lumír Mochel (24/0),
Zdeněk Rygel (16/1),
Rostislav Sionko (5/0),
Miloš Stloukal (11/0),
Václav Štverka (1/0),
Josef Tondra (5/0),
Jiří Večerek (3/2),
Rostislav Vojáček (30/0),
Miroslav Vojkůvka (25/0),
Karel Weiss (1/0),
Jan Zemánek (1/0) –
trenéři Karol Bučko (1.–10. kolo) a Tomáš Pospíchal (11.–30. kolo)

### TJ Slovan CHZJD Bratislava
Alexander Vencel (30/0/13) –
Ján Čapkovič (29/8),
Jozef Čapkovič (28/1),
Marián Elefant (1/0),
Koloman Gögh (24/0),
Ján Haraslín (2/0),
Vladimír Hrivnák (17/1),
Karol Jokl (20/0),
Marián Masný (25/2),
Ján Medviď (23/1),
Peter Meľuch (1/0),
Ladislav Móder (27/1),
Peter Mutkovič (15/0),
Anton Ondruš (14/7),
Ivan Pekárik (23/6),
Ján Pivarník (27/2),
Ján Švehlík (25/0),
Ján Zlocha (19/0),
Ľudovít Zlocha (27/3) –
trenér Ján Hucko

### TJ Sklo Union Teplice
Jiří Sedláček (18/0/3),
Karel Studený (13/0/6) –
Přemysl Bičovský (29/14),
Jaroslav Findejs (29/2),
Josef Fišer (1/0),
Zdeněk Koubek (24/0),
Zdeněk Kovář (4/0),
Josef Mach (8/0),
Jaroslav Melichar (30/7),
Jaromír Mixa (27/0),
Jiří Novák (30/1),
Václav Senický (8/0),
Jiří Setínský (16/0),
Pavel Stratil (25/6),
Jan Thorovský (12/0),
Josef Vejvoda (14/2),
František Vítů (29/0),
František Weigend (4/0),
Vladimír Žalud (24/3),
Karel Ženíšek (16/1) –
trenér Josef Forejt

### TJ AC Nitra
Miroslav Medveď (4/0/1),
Vladimír Szabó (27/0/12) –
František Babčan (3/0),
Stanislav Dominka (14/0),
Juraj Grác (27/0),
Miroslav Herda (6/1),
Ivan Horn (26/5),
Jozef Hrušovský (7/0),
Daniel Ižold (26/5),
Ladislav Jenčák (7/0),
Alexander Klec (8/0),
Jozef Kollárik (2/0),
Ladislav Michálek (26/2),
Ján Mikulášik (2/0),
Július Porubský (22/1),
Ivan Pozdech (21/0),
František Rapan (27/1),
Ján Rosinský (18/0),
Ján Sučko (1/0),
Fedor Štarke (26/4),
František Švec (14/1),
Ondrej Takács (22/6),
Vladimír Ternény (29/10) –
trenér Michal Pucher

### TJ Sparta ČKD Praha
Vladimír Brabec (26/0/4),
Jiří Kislinger (5/0/0),
Jan Pavlíček (3/0/0) –
Jaroslav Bartoň (22/7),
Svatopluk Bouška (28/0),
Václav Hladík (8/1),
František Chovanec (27/0),
Josef Jurkanin (20/7),
Vladimír Kára (26/4),
Jaroslav Kotek (2/0),
Václav Mašek (25/2),
Pavel Melichar (4/0),
Václav Migas (6/0),
Josef Pešice (13/0),
Josef Peták (4/0),
Karel Pěnek (2/0),
Antonín Princ (6/0),
Tibor Semenďák (10/0),
Tomáš Stránský (28/7),
Vladimír Táborský (27/0),
Jan Tenner (20/0),
Oldřich Urban (28/7),
Bohumil Veselý (19/2),
Josef Veselý (17/1),
Petr Žádný (1/0) –
trenér Tadeáš Kraus

### TJ Zbrojovka Brno
Viliam Padúch (16/0/7),
Ľubomír Páleník (15/0/3) –
Ľudovít Cvetler (19/4),
Ľubomír Gaštan (13/3),
Jiří Hajský (20/1),
Jiří Hamřík (6/0),
Ivan Hrdlička (28/5),
Jan Klimeš (27/1),
Zdeněk Konečný (6/2),
Jan Kopenec (24/6),
Vítězslav Kotásek (30/8),
Karel Kroupa (11/0),
Miloslav Kukla (1/0),
Ivan Lauko (25/0),
Antonín Lukáš (2/0),
Ľudovít Mikloš (29/13),
Josef Pospíšil (28/0),
Miroslav Uvízl (19/0),
Rostislav Václavíček (30/0),
Miroslav Vítů (19/0) –
trenér František Havránek

### TJ Škoda Plzeň
Josef Čaloun (30/0/7), 
Vladimír Žalec (2/0/0) –
Ivan Bican (30/7),
František Brusnický (21/3),
Ladislav Fojtík (13/0),
Ján Gomola (30/5),
Jiří Hoffmann (17/3),
Václav Kamír (24/1),
Miroslav Kašpar (4/0),
Václav Kořínek (23/0),
Jiří Krušina (2/0),
Josef Kříbala (6/0),
Zdeněk Michálek (29/5),
František Plass (29/2),
Zdeněk Pleško (8/0),
František Sudík (26/0),
Karel Süss (28/0),
Stanislav Štrunc (25/2),
Petr Uličný (22/3) –
trenér Jiří Rubáš

### TJ Slavia Praha IPS
Miroslav Stárek (13/0/3),
František Zlámal (18/0/3) –
Jean-Claude Barták (14/2),
Pavol Biroš (15/0),
Josef Bouška (20/3),
Kristián Ceniga (8/0),
František Cipro (28/3),
Jan Friml (9/1),
Eduard Gáborík (9/0),
Jiří Grospič (28/2),
Eduard Helešic (18/1),
Zdeněk Jurkanin (14/0),
Karel Karban (3/0),
Zdeněk Klimeš (28/10),
Ján Luža (30/0),
František Machurka (7/0),
Jan Mareš (14/0),
Michal Medviď (13/5),
Václav Novák (1/0),
Bohumil Smolík (19/0),
František Uldrych (16/1),
František Veselý (27/2),
Ivan Voborník (10/0),
Oldřich Zakopal (8/0) –
trenér Miroslav Linhart (1.–15. kolo), Rudolf Vytlačil (16.–21. kolo) a Jaroslav Jareš (22.–30. kolo)

### TJ TŽ Třinec
Vladimír Hadrava (30/0/11) –
Zdeněk Čížek (4/1),
František Gögh (28/1),
Marián Huťka (30/1),
Jiří Jiskra (18/0),
František Karkó (11/2),
Štefan Kuchár (28/2),
Dušan Lamoš (6/0),
Milan Lysek (4/0),
Milan Malý (12/0),
Jiří Nevrlý (25/2),
Jan Pospíšil (20/1),
Jaroslav Poštulka (23/2),
Imrich Solčán (29/5),
Petr Svoboda (23/1),
Pavel Sykyta (2/0),
Bohuslav Škereň (30/0),
Josef Vápeník (7/0),
Lubomír Vašek (27/0),
Dušan Zbončák (27/4),
Peter Zbončák (2/0) –
trenér Jozef Jankech

### TJ Spartak Hradec Králové
Bohumil Cholenský (14/0/4),
Jindřich Jindra (1/0/0),
Antonín Kramerius (16/0/7) –
František Cerman (20/0),
Jiří Finger (27/5),
Jaroslav Fišer (30/0),
Zdeněk Franc (29/1),
Slavomír Hrůša (30/0),
Jaroslav Hůlka (13/2),
Václav Kout (16/0),
Václav Kuchař (30/2),
Ivo Lubas (28/8),
Jaroslav Marčík (3/0),
Ladislav Moník (3/0),
František Němeček (13/0),
Jaroslav Plocek (29/1),
Jan Rolko (9/0),
Oldřich Rott (18/2),
Edmund Schmidt (2/1),
Rudolf Tauchen (26/2),
Milan Zeman (7/0) –
trenér Zdeněk Krejčí